# Tomah (thị trấn), Wisconsin
Tomah là một thị trấn thuộc quận Monroe, tiểu bang Wisconsin, Hoa Kỳ. Năm 2010, dân số của thị trấn này là 1.363 người.